# Berenguer d'Anoia

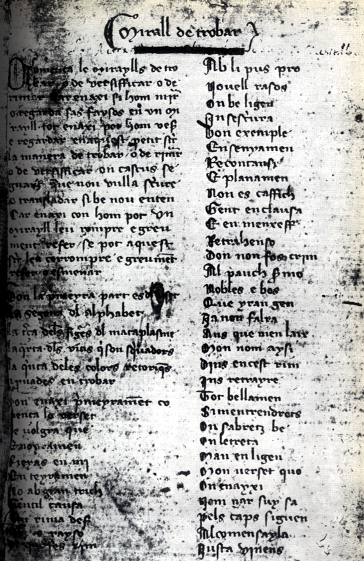
Pàgina del Mirall de Trobar

Berenguer d'Anoia (Inca, cap a 1300) va ser un preceptista i trobador del segle xiv del qual es tenen molt poques dades biogràfiques. Les principals informacions les dona ell mateix en un acròstic i un telèstic combinats que apareix en el poema inicial de la seva única obra coneguda el Mirall de trobar. Així gràcies a això sabem que era nascut a Inca i els seus pares eren, molt possiblement, de Sant Sadurní d'Anoia com es desprèn del fragment següent.
| Berenger d'Anoia·m dits hom; mon payre fo asats prom. En Incha fo mos naximens, e a Noia naschron mos parens. | Berenguer d'Anoia em diu hom; mon pare fou prou prohom. A Inca foren mons naixements i a Anoia nasqueren mons parents |

La seva cronologia se situa amb dificultat atès que la seva obra adapta a la poesia trobadoresca la poètica d'Isidor de Sevilla, és independent de la resta de preceptistes baix-medievals i els exemples poètics que retreu són dels segles XII i principis del XIII (necessàriament molt anteriors al seu naixement), així per a Pietro Palumbo (1955) la seva cronologia s'hauria de situar entre les Regles de Trobar (1293-95) i la redacció de les Leys d'amor (1328-56), mentre que per a Jaume Vidal i Alcover (1984) l'obra correspon al primer terç del segle xiv, a partir dels següents indicis:
- El manuscrit més antic que es conserva és una còpia de finals del segle xiv, el qual presenta evidents errors de transcripció per part del copista, indici que es tracta d'una còpia tardana.
- La preceptiva s'insereix entre les clàssiques, ja que és absent d'influències del Consistori de Tolosa.

També és un indici el fet que es documentin individus de llinatge d'Anoia (de Noya i Noya) a Inca i a la parròquia de Santa Eulàlia (Ciutat de Mallorca) a l'entorn del primer terç del segle xiv; en aquesta darrera localització hi ha un Berenguer de Noya documentat el 1336, tot i que és aventurat identificar-lo amb l'autor.

## Mirall de trobar
El tractat està escrit en català, la prosa, i en occità, la poesia, i a diferència dels de Ramon Vidal de Besalú o de Jofre de Foixà, predomina el caràcter poètic i retòric per damunt del gramatical. El seu llibre comença amb un pròleg on dona notícies sobre si mateix i es divideix en quatre parts que estudien les formes retòriques, els errors principals de la versificació, etc. Tot això il·lustrat amb exemples extrets de les composicions dels trobadors, que no sempre són citats de forma correcta.
Berenguer d'Anoia no té una obra pròpia diferenciada, per bé que alguns exemples del seu tractat poden ser de creació personal, com el fragment de a continuació.
Es tracta d'una brevíssima alba religiosa que no és segur que correspongui a Berenguer d'Anoia: podria ser un fragment que el trobador va recollir per il·lustrar un aspecte del seu Mirall de trobar. Sigui com sigui, fixeu-vos en la seva condensació expressiva i en com encara avui podria servir com a reflexió religiosa.
| Gayta, be gardatz que no·us sia amblatz lo castell que tan beyl vos ha Deus comanatz; car, si es noveyl no es aycell qui mantz n'a enganatz. No·us fisetz en l'enemich qui per plazer vos destrich, ans fayts gens queix vostra gaita. | Guaita, bé guardau que no us sigui robat el castell que tan bell us ha Déu encomanat, car si és novell no és aquell que mants ha enganyat. No us fieu de l'enemic que per plaer us turmenta, ans feu gentilment cadascú la vostra guaita. |

## Reconeixements
- Un Institut d'Educació Secundària d'Inca porta el seu nom.
- Té un carrer dedicat a Inca.
- La secció local de l'Obra Cultural Balear d'Inca concedeix anualment els premis Berenguer d'Anoia.